# پپیواتس (کورشوملییا)
پپیواتس (به صربی: Pepeljevac) یک منطقهٔ مسکونی در صربستان است که در کورشوملیا واقع شده‌است. پپیواتس ۱۵ نفر جمعیت دارد.